# Welcome to the Black Parade
Singles de My Chemical Romance
The Ghost of You Famous Last Words
Pistes de The Black Parade
The Sharpest Lives I Don't Love You
Welcome to the Black Parade est le premier single du groupe américain My Chemical Romance extrait de l'album The Black Parade. 

## Clip vidéo
Le clip montre un homme mourant dans sa chambre d'hôpital regardant à la télé le groupe chanter une chanson.
Le clip représente la vision que Gerard Way a de la mort, d'après lui c'est le souvenir le plus marquant d'un individu qui l'amène à la mort. 
Pour le personnage dans la chambre d'hôpital, c'est le souvenir de sa jeunesse quand son père l'a emmené voir un défilé.

## Certifications
| Pays                    | Certification | Unités certifiées |
| ----------------------- | ------------- | ----------------- |
| États-Unis (RIAA)       | 5 × Platine   | 5 000 000         |
| Nouvelle-Zélande (RMNZ) | Or            | 5 000             |
| Royaume-Uni (BPI)       | Platine       | 600 000           |

## Divers
La chanson est utilisée dans la dernière scène du dernier épisode de la série Lucifer.